# Off Minor
Off Minor ist eine Emocore-Band aus New York / Vereinigte Staaten.

## Geschichte
Die Band wurde im Januar 2000 nach der Auflösung der legendären Screamo-Band Saetia vom ehemaligen Mitglied James Behar und Steven Roche zusammen mit Matt Smith gegründet. Später steigt Matt Smith als Bassist aus um sich Hot Cross anzuschließen, die von den anderen beiden ehemaligen Mitgliedern von Saetia gegründet worden war. Die Band wird danach durch Stevens Bruder Kevin Roche verstärkt.
Noch bevor Matt Smith geht, bringt die Band ihre Debüt-EP mit dem Namen Problematic Courtship heraus. 2004 wird mit dem Album Innominate das jüngste Werk der Drei veröffentlicht.
Die Band ist sooft auf Tour wie sie kann, obwohl Gitarrist und Sänger James Behar noch an seinem Medizin-Abschluss arbeitet. Gerade auch in der europäischen Underground-Hardcore-Punk- und Emoszene hat sich die Band, nicht zuletzt durch ihre Konzerte bei einigen Europa-Tourneen, einen Namen gemacht.
2004 nahm die Band sich eine kürzere Konzertauszeit.

## Stil
Die Band verbindet klassischen emotional Hardcore mit ruhigen, etwas weggetretenen, melancholischen Parts und wüsteren, harten Song-Teilen mit Schreianlagen sowie Elemente des härteren Emos mit kakophonischeren Songstrukturen und aggressiveren, längeren geschrienen Texten und Wörtern. Außerdem finden sich bei der Band auch einige Jazz-Elemente.
Beim Label Ebullition Records ist über die Band zu lesen:

“Off Minor play frantic and catchy emotive hardcore with plenty of melody and groove, while always remaining caustic and creative”

## Diskografie

### EPs/Splits
- Split mit I Am The Resurrection, 12″
- Split mit Life Detecting Coffins, 7″
- Split mit My Disco, 7″
- Split mit St. Alban’s Kids, 7″
- Problematic Courtship, EP/CD (2002, Coalition Records)

### Alben
- The heat death of the universe, LP/CD (2002, Cleanplate Records / Earthwatersky Connection / Building Records)
- Innominate, LP/CD (2004, Golden Brown Recordings / Earthwatersky Connection)
- Some Blood, LP (2008)